# BVNT2
De BVNT2, voluit Beroepsvereniging docenten NT2 is de beroepsvereniging van NT2 (Nederlands als tweede taal) docenten. De vereniging werd in 2003 opgericht en zet zich in voor docenten Nederlands als tweede taal (NT2) die les geven aan volwassen NT2-leerders of scholieren (ISK en OKAN) in Nederland en Vlaanderen.
De vereniging behartigt de belangen van NT2-docenten bij bevoegde instanties, zoals ministeries of het onderwijs en ondersteunen Nederlandse en Vlaamse hogescholen en universiteiten die studenten opleiden tot NT2-docent. Daarnaast organiseert de vereniging jaarlijks het BVNT2-congres en houdt de vereniging het beroepsregister van NT2-docenten bij. Er zijn er meer dan 1000 NT2-docenten aangesloten bij de vereniging. 
De beroepsvereniging wordt ondersteund door de Nederlandse Taalunie.